# سیوییتین میاتوویچ
سیوییتین میاتوویچ (سیریلیک صربی: Цвијетин Мајо Мијатовић؛ ۸ ژانویهٔ ۱۹۱۳ – ۱۵ نوامبر ۱۹۹۳) سیاستمدار اهل یوگسلاوی بود. وی از ۱۵ مه ۱۹۸۰ تا ۱۵ مه ۱۹۸۱ رئیس‌جمهور یوگسلاوی بود.
سیوییتین میاتوویچ در ۱۵ نوامبر ۱۹۹۳، در سن ۸۰ سالگی درگذشت.